# نويل ايمانويل
نويل ايمانويل هو كاهن كاثوليكي سريلانكي، ولد في 25 ديسمبر 1960 في ترينكومالي في سريلانكا.